# Ploha (likovna umjetnost)
Ploha je mjesto gdje se susreću prostor i neki volumen. Ona ima samo dvije dimenzije: visinu i širinu. Svaki oblik (umjetni ili prirodni) sačinjen je od ploha. 
Ploha se kao likovni element javlja u slikarstvu, kiparstvu i arhitekturi. 
U slikarstvu to je ravnina na koju se slika, ali i šire jednako obojene površine.
U kiparstvu i arhitekturi ona je vanjski dio volumena ili mase kipa ili građevine. 
Prostorno tijelo može nastati i iz samo jedne zakrivljene ili izlomljene plohe.
Ploha po karakteru može biti: velika/mala, uska/široka, tvrda/meka, ravna/zaobljena, oštrih/blagih bridova, probušena, šupljikava, izlomljena, nabrana, geometrijska itd.